# Präsentation (Ernennung)
Unter Präsentation wurde ein Ernennungsverfahren verstanden, das aus einem verbindlichen Vorschlag besteht, den ein zuständiges ständisches Gremium nur entweder annehmen oder ablehnen kann. Das Präsentationsverfahren war historisch lange Zeit höchst bedeutend und darf als Vorläufer des heutigen republikanisch-demokratischen Wahlverfahrens angesehen werden.
Im kanonischen Recht ist die Präsentation verbindlich. Inhaber eines Präsentationsrechts können Vorschläge zur Besetzung von Ämtern machen, die nur aus festgeschriebenen Gründen abgelehnt werden können.

## Historische Beispiele
Bei der Kaiserwahl im Heiligen Römischen Reich folgte dem Kurspruch der Kurfürsten die Krönungszeremonie in Frankfurt am Main, zu der auch die Frage an das Volk (später nur noch durch einen Sängerchor versinnbildlicht) gehörte, ob es der Wahl zustimme, was zur bloßen symbolischen Form absank.
Reste der Präsentation fanden sich bei der Dogenwahl in der Republik Venedig: Zur Einsetzungszeremonie im Markusdom gehörte auch die Frage ans Volk, ob es den (durch die Räte vorgewählten) Kandidaten zum Dogen haben wolle, was jedenfalls seit dem Frühmittelalter regelmäßig durch den Zuruf „Sia! Sia!“ (dt.: ‚Es sei!‘) bestätigt wurde; nach den Quellen scheint es aber, dass in älterer Zeit gelegentlich Ablehnung vorgekommen ist, es sich also um eine echte Bestätigung und nicht nur um leere Form gehandelt hatte.
Auch die deutsche Justiz kannte lange Zeit Präsentationsrechte für Richterstellen. Häufig war dieses Vorschlagsrecht als Entschädigung ehemaliger Landesherren für den Verlust autonomer Gerichtsbarkeit mit der Mediatisierung durch den Reichsdeputationshauptschluss 1803. Diese landesrechtlichen Präsentationsrechte sind mit Inkrafttreten des Gerichtsverfassungsgesetzes am 1. Oktober 1879 weggefallen.

## Geltendes Recht

### Kirchenrecht
Das Präsentationsrecht für kirchliche Ämter liegt sehr oft in derselben Hand wie das Patronatsrecht (Schutz- und Aufsichtsrecht) über eine Kirche und hat seine historischen Wurzeln im Eigenkirchenwesen.
Das römisch-katholische kanonische Recht kennt neben verschiedenen anderen Arten der Amtsübertragung die Einsetzung nach verbindlicher Präsentation (Canon 147). Sie muss ausdrücklich gesetzlich vorgesehen sein. Mangels abweichender Regelung muss der Inhaber des Präsentationsrechts innerhalb von drei Monaten nach Kenntnis vom Freiwerden des Amtes die neuen Amtsinhaber vorschlagen. Sich selbst kann niemand präsentieren; die Präsentation kann nicht gegen den Willen des Vorgeschlagenen erfolgen. Ein für geeignet befundener rechtmäßig Präsentierter muss in das Amt eingesetzt werden (Canones 158 ff.). Wenn der Präsentierte als nicht geeignet befunden wurde, kann der Inhaber des Präsentationsrechts innerhalb eines Monats einen zweiten präsentieren. Wird der wieder als ungeeignet befunden, verfällt für diese Besetzung das Präsentationsrecht und die einsetzende Autorität kann das Amt frei übertragen (Canon 161 f. CIC). Auch das evangelische Kirchenrecht kennt bisweilen in Patronatspfarreien ein Präsentationsrecht des Patrons.
Durch Präsentation seitens des französischen Staatspräsidenten werden beispielsweise die Bischöfe der römisch-katholischen Diözesen Straßburg und Metz in Elsaß-Lothringen bestimmt.
In der Kirche von England hat der jeweilige britische Monarch ein Präsentationsrecht für alle höheren kirchlichen Ämter (Dompröpste und Diözesanbischöfe). Die Kandidaten werden dem betreffenden Domkapitel in einem Brief zur Wahl präsentiert, die innerhalb von 30 Tagen zu erfolgen hat.

### Staatliches Recht
Heute herrscht zwar in den meisten Staaten und nach deren Vorbild auch in Organisationen privaten Rechts die freie Wahl vor, doch gibt es noch immer bedeutende Beispiele von Präsentationsverfahren:
- Der Präsident der Vereinigten Staaten ernennt die meisten hohen Amtsträger zwar verbindlich, bedarf aber der Zustimmung des Senats, der Bewerber annehmen oder ablehnen kann. Ablehnung kommt auch immer wieder vor. Die Zahl der Ablehnungen durch den Senat ist nicht beschränkt, es handelt sich daher um Präsentation in reiner Form.[3] Wird die Stelle des Vizepräsidenten vakant, schlägt der Präsident ebenfalls einen Kandidaten vor, benötigt in diesem Fall aber die Zustimmung nicht nur des Senats, sondern auch des Repräsentantenhauses.[4]
- Der deutsche Bundeskanzler wird dem Bundestag vom Bundespräsidenten vorgeschlagen; der Bundestag kann diesen Vorschlag annehmen oder ablehnen. Nur wenn der Bundestag den vorgeschlagenen Kandidaten ablehnt, kann er mit Mehrheit in freier Wahl einen Kanzler wählen. In der bisherigen Geschichte der Bundesrepublik ist noch kein Vorschlag des Bundespräsidenten abgelehnt worden, alle ordentlichen Kanzlerwahlen wurden daher nicht als Wahlen, sondern als Präsentationen vollzogen (Ausnahme bildet nur die Ernennung eines Bundeskanzlers durch konstruktives Misstrauensvotum).[5]
- Auch der Regierungschef Schwedens (Staatsminister) wird durch Präsentation bestimmt: Der Parlamentspräsident (Reichstagspräsident) schlägt einen Kandidaten vor, den das Parlament (der Reichstag) annehmen oder ablehnen kann. Lehnt der Reichstag vier Vorschläge in Folge ab, muss er neu gewählt werden.[6]
- In manchen Diktaturen oder autoritär geführten Staaten werden die Staatsoberhäupter oder Regierungschefs nicht durch freie Wahlen, sondern durch eine Ja-Nein-Abstimmung über ihre Amtsführung bestellt, also durch Präsentation. Bis vor wenigen Jahren wurde zum Beispiel der Staatspräsident Ägyptens durch Präsentation bestimmt: Das Parlament beschloss einen Vorschlag, den das Volk nur annehmen oder verwerfen konnte. Manchmal werden auch die Parlamente solcher Staaten durch Einheitslisten, die nur gebilligt oder gestrichen werden können, bestimmt, was faktisch dasselbe bewirkt wie ein Präsentationsverfahren.

Eine besondere verfassungsrechtliche und politische Bedeutung hatte in Preußen das Präsentationsrecht zum Preußischen Herrenhaus, das die Verfassung Preußens für die Zeit ab 1854 bis zur Revolution 1918 für einige von der Krone dazu bestimmte altadlige, um den Staat verdiente und grundbesitzende Familien einräumte. Von der Möglichkeit, alten Adelsfamilien das Präsentationsrecht zu verleihen, machten die preußischen Könige nur sparsam Gebrauch. Bis zur Revolution 1918 wurde nur 18 Geschlechtern dieses prestigeträchtige Recht verliehen.

## Abgrenzung

### Präsentation im Unterschied zur freien Wahl
Bei der Präsentation gibt es wie bei der echten freien Wahl ein Gremium, das regelmäßig aus einer Personenmehrheit (Kollektiv, Parlament, Volksversammlung, Domkapitel usw.) besteht, doch hat dieses nicht das Recht, aus freiem Ermessen eine bestimmte Person zu bezeichnen, die als gewählt gilt, sondern es ist an einen verbindlichen Wahlvorschlag einer Autorität, z. B. des Monarchen, gebunden, den es nur entweder annehmen oder ablehnen kann. Lehnt es die vorgeschlagene Person ab, so kann es selbst keine andere Person bestimmen, sondern muss einen neuerlichen Vorschlag abwarten, den es wiederum nur annehmen oder ablehnen kann. Um die Ernennung einer bestimmten Person zu erzwingen, muss das betreffende Gremium also alle anderen wählbaren Personen zuvor ablehnen, bis nur noch diese eine übrig bleibt. Da dies in der Realität oftmals nicht ohne weiteres möglich ist (etwa aus Zeitknappheit), finden sich oftmals Regelungen, dass nur eine bestimmte Anzahl Personen abgelehnt werden darf, worauf der Vorschlag allein zur Ernennung genügt. Der Einfluss auf die Auswahl der Person ist also beschränkt und mit dem innerhalb eines freien Wahlverfahrens nicht zu vergleichen.
Weil die betreffende Autorität ihren vorgeschlagenen Kandidaten dem Gremium, dessen Zustimmung es einholen muss, vorstellt, also „präsentiert“, heißt dieses Verfahren Präsentation. Das Recht der vorschlagenden Autorität heißt auch Präsentationsrecht.

### Präsentation im Unterschied zur freien Ernennung
Die Ernennung durch eine Autorität, z. B. Staatspräsident, Regierungschef, Vorgesetzter in einem Betrieb, geschieht frei, die ernennende Person kann also die zu ernennende Person selbst bestimmen. Das Einholen von Vorschlägen, Rat, die Bitte um Zustimmung der Untergebenen oder Kollegen der zu ernennenden Person ist freiwillig und entfaltet keine Bindungswirkung. Im Gegensatz dazu bedarf die vorschlagende (präsentierende) Person im Präsentationsverfahren zwingend der Zustimmung eines weiteren Kreises. Dies bedeutet auch, dass die freie Ernennung die ernannte Person unmittelbar ins Amt bringt, bei der Präsentation hingegen sind mindestens zwei, oft sogar drei Akte notwendig: Vorschlag – Zustimmung (– formelle Amtseinsetzung).

## Eigenschaften und Gefahren der Präsentation
Die Präsentation wird dadurch charakterisiert, dass keine freie Wahl seitens des Gremiums, das die Ernennung bestätigen muss, erfolgt, sondern dass dieses nur Ja oder Nein stimmen kann. Es handelt sich also um keine Wahl, sondern um eine Abstimmung. Dies schränkt die Einflussnahme des betreffenden Gremiums auf die Kandidatenauswahl entscheidend ein.
Umgekehrt erhält die Autorität, die den Kandidaten präsentiert, entsprechend mehr Einfluss, das heißt zugleich: mehr Macht. Diese Machtverteilung entspricht heute in aller Regel nicht mehr der geltenden Anschauung über demokratischen Aufbau von Staaten beziehungsweise Organisationen.
Historisch bedeutete die Einführung der Präsentation gegenüber einem reinen Ernennungsverfahren, bei dem die Auswahl und Amtseinsetzung der ernannten Person allein vom Willen der ernennenden Autorität abhängig war, eine deutliche Steigerung der Einflussnahme des Volkes beziehungsweise der im anvisierten Gremium vertretenen Kreise. Zugleich wurde auch der Einfluss der vorher machthabenden Autoritäten soweit gewahrt, dass ein Kompromiss, dem beide Seiten zustimmen konnten, zu finden war, was deutlich noch in der republikanischen Geschichte des alten Rom erkennbar ist.
Für die Präsentation spricht allerdings auch heute noch in manchen Fällen, dass eine kleinere, sachkundige Gruppe oder eine kompetente Einzelperson eine bessere Kandidatenauswahl treffen kann als ein großes Kollektiv meist wenig sachkundiger Personen. Dies trifft immer dann zu, wenn eine zu vergebende Stellung besondere Kenntnisse, Vorbildung oder Fähigkeiten erfordert. Im demokratischen Staat sind dies oftmals die Richterwahlen. Bei der Wahl eines Gerichtes ist es zugleich sinnvoll, eine fachlich kompetente Auswahl zu treffen, dass aber auch eine Kontrolle der Kandidaten durch ein demokratisch legitimiertes Gremium erfolgt, das auch Faktoren wie die menschliche Eignung, politische Ausrichtung und dergleichen gewichtet. Die Aufgabe der fachlich kompetenten Auswahl kann am ehesten eine qualifizierte Stelle wie das Justizministerium, ein Richterwahlausschuss, eine juristische Fakultät oder sogar ein Gericht selbst erfüllen, die Aufgabe der demokratischen Kontrolle und Legitimation hingegen am besten ein Parlament. So erscheint ein Verfahren, das eine Vorauswahl durch das fachlich qualifizierte Organ mit der Genehmigung durch das demokratisch gewählte Organ verbindet, also ein Präsentationsverfahren, durchaus als sinnvoll.